# James Hamilton, II conte di Clanbrassil
James Hamilton, II conte di Clanbrassil (Midleton, 23 agosto 1730 – Midleton, 6 febbraio 1798) è stato un militare britannico.

## Biografia
Apparteneva ad una famiglia di piccoli proprietari terrieri irlandesi da poco nobilitati con il titolo di conte; essendo il terzo figlio del I conte di Clanbrassil, fu deciso di indirizzarlo alla carriera ecclesiastica per farlo diventare abate; a causa della smisurata passione del ragazzo per la vita militare, si decise però di iscriverlo al corso per ufficiali di un'accademia militare presso Derby; Hamilton, a soli quindici anni decise di combattere nell'esercito inglese contro gli scozzesi ribelli del 1745, e in veste di sottotenente, si aggregò alle truppe del duca di Cumberland e combatté a Culloden, venendo promosso tenente sul campo.
Successivamente Hamilton combatté in India con le truppe di Draper a Pondicherry e a Calcutta venendo promosso capitano. Si distinse durante le  battaglie contro i sultani del Bangladesh, divenendo per qualche anno, con il grado di tenente colonnello, governatore generale della province assoggettate del Bangladesh. 
Tornato in Inghilterra nel 1777, rimase alcuni anni a riposo, assumendo il titolo di conte di Clanbrassil alla morte dei fratelli maggiori, senza eredi; Hamilton fu poi trasferito in Canada come insegnante militare delle reclute mandate in Nord America per sedare gli insorti, ma Hamilton, nonostante le avesse addestrate non prese mai parte alla guerra e fu solo comandante militare di Montréal. Durante l'epoca della Rivoluzione francese, quando si temette un attacco francese all'Inghilterra, Hamilton fu comandante militare della Cornovaglia e fu promosso colonnello; era stato insignito dell'Ordine di San Patrizio.